# Gerd Schreiner

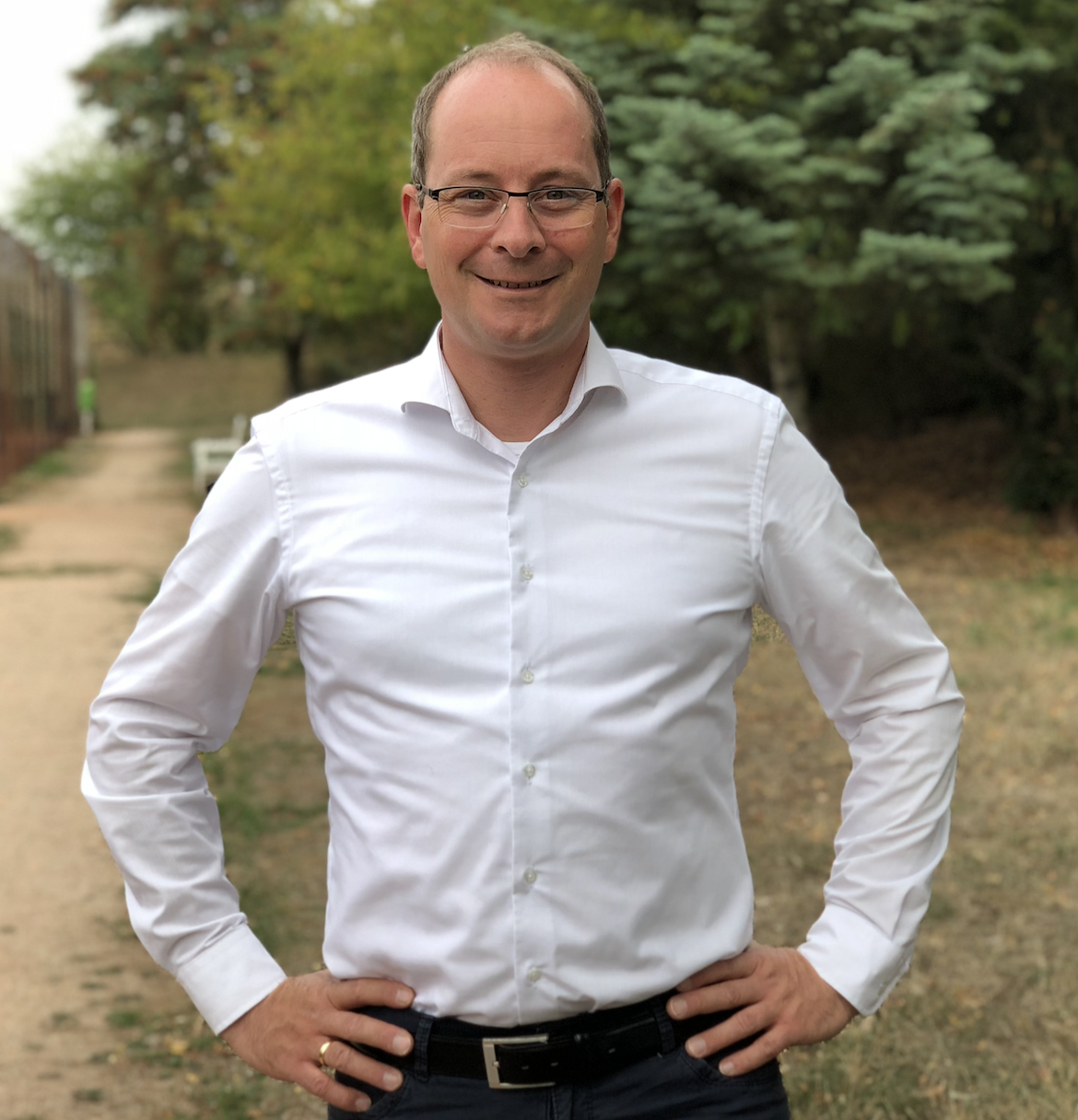
Gerd Schreiner (2018)

Gerd Schreiner (* 14. Mai 1970 in Mainz) ist ein deutscher Politiker (CDU). Er ist seit 1997 Abgeordneter im Landtag Rheinland-Pfalz und war von 2019 bis 2021 Generalsekretär der CDU Rheinland-Pfalz. Gerd Schreiner ist seit der 18. Legislaturperiode Vorsitzender des Ausschusses für Klima, Energie und Mobilität im rheinland-pfälzischen Landtag.

## Leben und Beruf
Nach dem Abitur 1989 am Rabanus-Maurus-Gymnasium in Mainz leistete Schreiner von 1989 bis 1990 Wehrdienst bei der Bundeswehr. Ab 1991 studierte er, wie bereits sein Großvater Rudolf Schreiner und sein Vater Peter Schreiner, Architektur an der TU Darmstadt. 1997 legte die Prüfung als Diplom-Ingenieur ab. Seit 2003 ist er als selbständiger Architekt in Mainz tätig.
Gerd Schreiner ist verheiratet und hat vier Kinder.

## Politik

### Partei
Schreiner trat 1987 der CDU bei. 1996 wurde er in den Vorstand des CDU-Kreisverbandes Mainz gewählt. Derzeit gehört er dem Kreisvorstand durch sein Amt als Landtagsabgeordneter als kooptiertes Mitglied an. 
Im Juni 2019 wurde Schreiner kommissarischer Generalsekretär der CDU Rheinland-Pfalz. Auf dem Landesparteitag im November 2019 wurde er als Generalsekretär der CDU Rheinland-Pfalz mit 94 % der abgegebenen Stimmen als Nachfolger von Christoph Gensch bestätigt. Nach der Landtagswahl 2021 legte Schreiner sein Amt als Generalsekretär der CDU zum 1. Mai 2021 nieder, sein Nachfolger wurde Jan Zimmer.

### Rheinland-Pfälzischer Landtag
Schreiner rückte am 1. Mai 1997 für den ausgeschiedenen Abgeordneten Johannes Gerster in den rheinland-pfälzischen Landtag nach. Bei der Landtagswahl 2001 zog er über die Bezirksliste 3, bei den Landtagswahlen 2006, 2011, 2016 und 2021 jeweils über die Landesliste der CDU in den Landtag ein. Er kandidierte jeweils als Direktkandidat der CDU im Wahlkreis Mainz I. 
Seit Beginn der 18. Legislaturperiode sitzt Gerd Schreiner dem Ausschuss für Klima, Energie und Mobilität im rheinland-pfälzischen Landtag vor. Zudem ist er Ausschussmitglied im Wissenschaftsausschuss und der Enquete-Kommission Zukunftsstrategien zur Katastrophenvorsorge. Innerhalb der CDU-Landtagsfraktion leitet Gerd Schreiner das Zukunftsfeld Klimaschutz und Landwirtschaft, dem alle CDU-Abgeordneten aus den Ausschüssen Klima, Energie und Mobilität sowie Umwelt und Forsten und Landwirtschaft und Weinbau angehören.
Gerd Schreiner war in seiner bisherigen Zeit als Abgeordneter Sprecher für Europafragen, Beauftragter für Barrierefreiheit, Inklusion und Teilhabe und zudem 13 Jahre lang haushalts- und finanzpolitischer Sprecher - sowie zeitweise stellvertretender Fraktionsvorsitzender der CDU-Landtagsfraktion.

### Mainzer Stadtrat
Von 1999 bis 2014 war Schreiner Mitglied im Mainzer Stadtrat. 2019 wurde er erneut in den Mainzer Stadtrat gewählt. Im Juli 2021 legte er sein Mandat im Mainzer Stadtrat nieder. Gerd Schreiner ist Träger des Ehrenrings der Stadt Mainz. 

## Gesellschaftliches Engagement

### Kirche
Gerd Schreiner engagiert sich in der evangelischen Kirche. Im Mai 2022 ließ er sich zum Prädikanten ausbilden. In der Vergangenheit war Schreiner Vorsitzender des Kirchenvorstandes der Melanchthon-Kirchengemeinde in Mainz und vertritt den Mainzer Synodalvorstand im Dekanatsausschuss für den Alten Dom St. Johannis. Darüber hinaus ist er Stiftungsrat der Nieder-Ramstädter Diakonie.
Mit seinem kirchlichen Engagement steht Schreiner in der familiären Tradition der Arbeit v. a. von Heinrich Gottlob Schlippe, einem der führenden Köpfe der 1802 gegründeten ersten evangelischen Gemeinde in Mainz.

### Vereine und Ehrenamt
Seit März 2022 ist Gerd Schreiner Vorsitzender des Kreisverbandes Mainz der überparteilichen Europa Union e.V.
Schreiner war ehrenamtlich Vizepräsident des DRK-Bezirksverbandes Rheinhessen-Pfalz. 
Des Weiteren ist er Mitglied der Mainzer Ranzengarde. 
Von 2004 bis 2014 war er stellvertretender Vorsitzender der Regionalvertretung der Planungsgemeinschaft Rheinhessen-Nahe.

### Kuratorien
Er ist Mitglied im Hochschulkuratorium Johannes Gutenberg-Universität Mainz. 
Schreiner ist Mitglied des Kuratoriums des ARP-Museum.